# قائمة جسور الصين

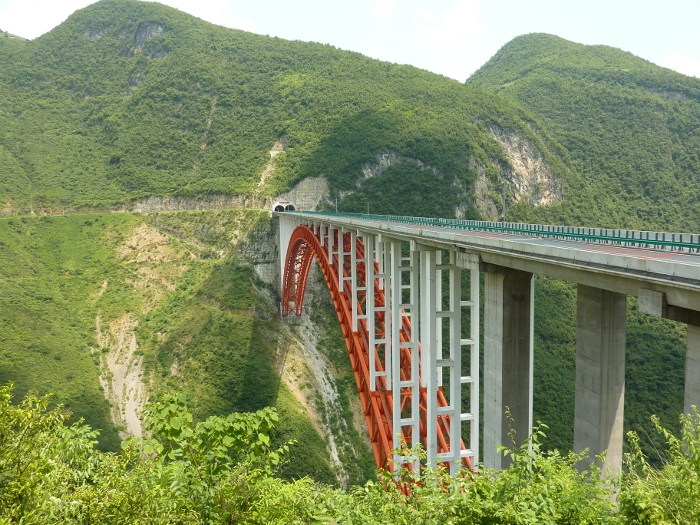
جسر نهر جيجانك

الجسر أو القنطرة (ج القناطر) هو مُنشأ يُستخدم للعبور من مكان إلى آخر بينهما عائق.

## قائمة الجسور الصين
تحتوي هذه القائمة على أسماء الجسور في الصين.
- الجسر الزجاجي (زانغجياجي)
- جسر أنجي
- جسر بوسايدنغ
- جسر دانيانغ-كونشان الكبير
- جسر شنغوانغ
- جسر نهر جيجانك
- جسر ووشان

- جسر لبو
- جسر نانبو
- جسر هايوان كوينغداو
- جسر دوغي
- جسر كاوتيانمن
- جسر وانكسيان
- جسر خليج هانغزو